# Шах-султан
Шах-султан (1509 — 1572) — османська принцеса. Донька Селіма I Явуза та Айше Хафси-султан, сестра Сулеймана I.

## Біографія
Народилась в 1509 році в Манісі. П'ята донька Селіма I і Айше Хафси. В 1523 році була видана заміж за байлербея Румелії Лютфі-пашу. За роки шлюбу народила двох дочок — Есмехан Бахарназ Султан і Назлихан Султан. Її чоловік Лютфі-паша був викликаний до двору султана Сулеймана в 1539 році, коли під час епідемії чуми помер тогочасний великий візир Айяс-паша. 13 липня 1539 року Лютфі-паша офіційно вступив на посаду великого візира, яку займав до 1541 року. Проте у 1541 році Шах Султан розлучилася з ним. Лютфі-паша був відомий своїм деспотизмом та жорстокістю, що дуже не подобалося Шах Султан. Згідно з найвідомішою версією, під час однієї зі сварок між подружжям, Лютфі-паша дозволив собі рукоприкладство по відношенню до своєї високопоставленої дружини, після чого Лютфі пашу було знято із посади великого візира та відправлено у заслання, де він помер у 1564 році. Більше Шах Султан заміж не виходила. 
У 1556 році в Стамбулі в районі Бешикташ була побудована мечеть імені Шах Султан, архітектором якої був Мімар Сінан.
Померла Шах-і-Хубан Султан у 1572 році.

## Кіновтілення
Серіал «Величне століття» роль Шах Султан виконує Деніз Чакир
Серіал «Хюррем Султан» (2003) роль Шах Султан виконує Йеліз Дограмаджілар